# سد میسیکونی
سد میسیکونی (به اسپانیایی: Presa Misicuni) یک سد و نیروگاه برقابی در بولیوی است که در شهرستان کوچوبامبا واقع شده‌است.